# Seznam vysokých škol v Brně

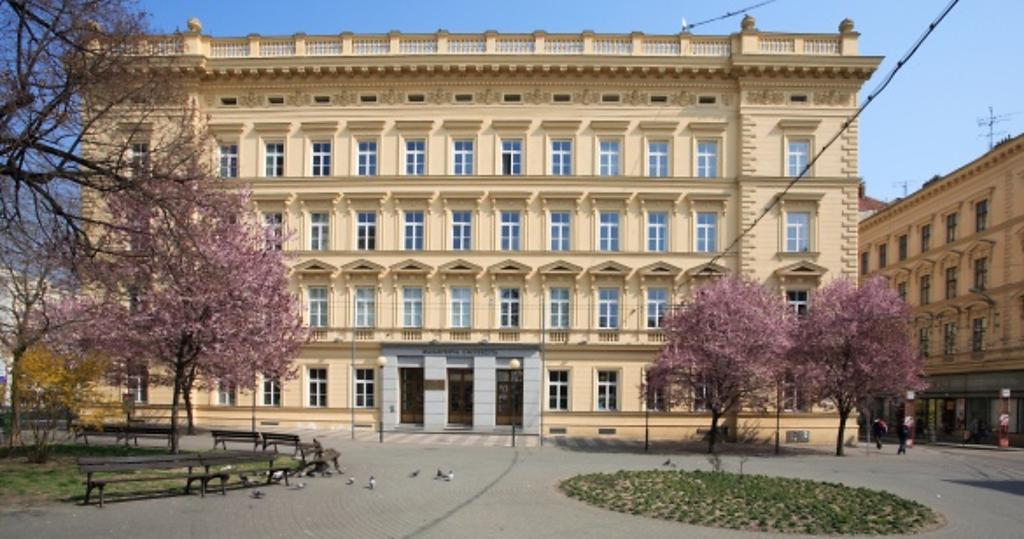
Rektorát Masarykovy univerzity

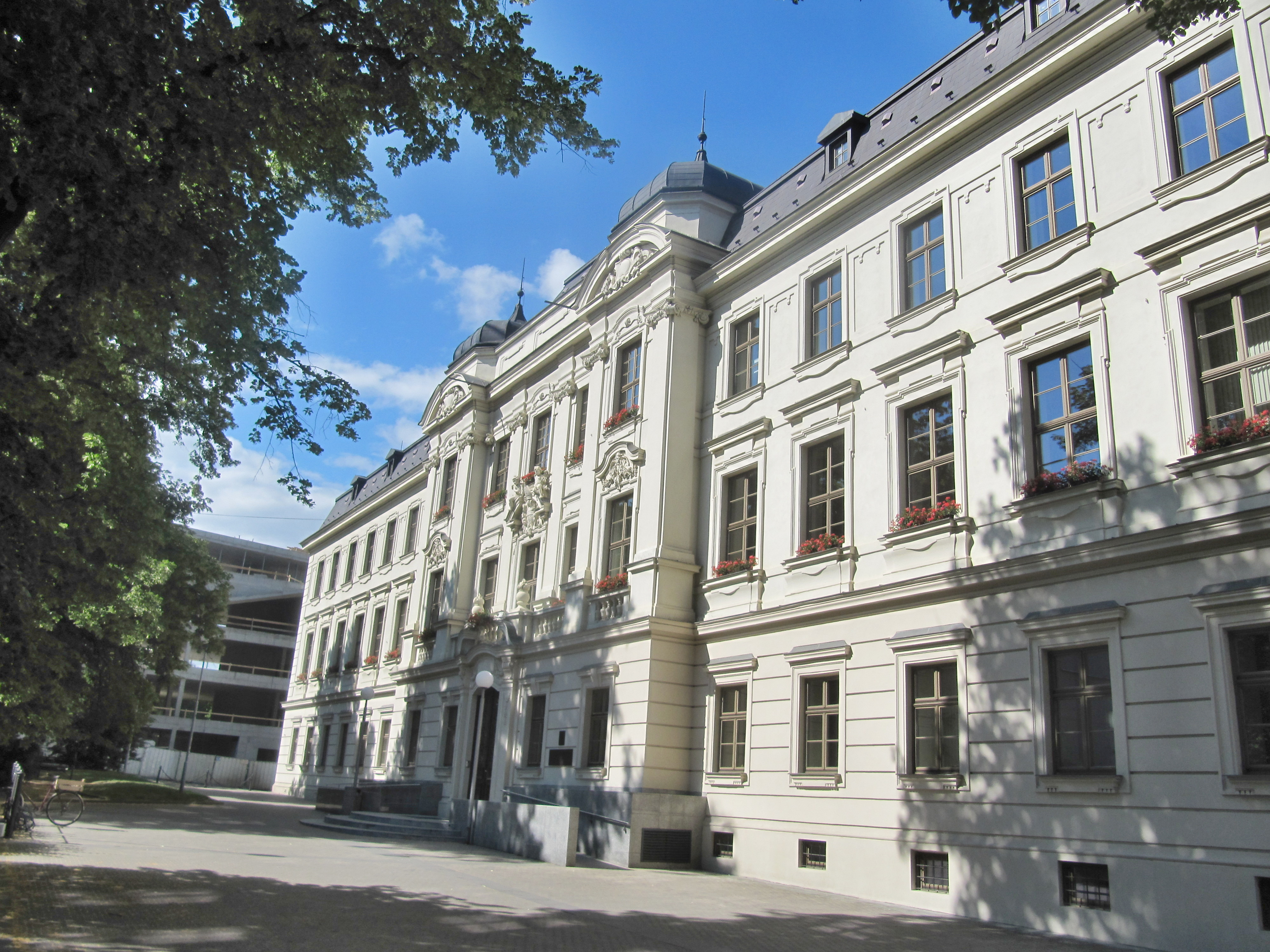
Rektorát Vysokého učení technického v Brně

Seznam vysokých škol v Brně uvádí přehled všech státních, veřejných, soukromých a zahraničních vysokých škol v Brně. Je aktuální k březnu 2023 a vychází z registru a přehledu Ministerstva školství, mládeže a tělovýchovy. Doplňkově jsou uvedeny i zaniklé vysoké školy dříve působící v Brně, a další vzdělávací subjekty.

## Státní vysoké školy
- Univerzita obrany (Kounicova 65)

## Veřejné vysoké školy
- Janáčkova akademie múzických umění (Beethovenova 2)
- Masarykova univerzita (Žerotínovo náměstí 9)
- Mendelova univerzita v Brně (Zemědělská 1)
- Veterinární univerzita Brno (Palackého 1)
- Vysoké učení technické v Brně (Antonínská 1)

## Soukromé vysoké školy
- AMBIS vysoká škola, a. s. (sídlo brněnské pobočky: Šujanovo náměstí 1)
- Vysoká škola NEWTON, a.s. (sídlo brněnské pobočky: Rašínova 2)
- Vysoká škola Sting, o.p.s. (sídlo školy: Rašínova 2)

## Neaktivní a zaniklé vysoké školy
- B.I.B.S., a.s. (2005–2018)
- Císařsko-královská a arcibiskupská univerzita v Brně (1778–1782)
- Německá vysoká škola technická v Brně (1873–1945)
- Rašínova vysoká škola, s.r.o. (2003–2017)
- Vojenská akademie v Brně (1951–2004)
- Vysoká škola Karla Engliše, a.s. (2001–2020)
- Vysoká škola obchodní a hotelová, s.r.o. (2006–2022)
- Vysoká škola realitní – Institut Franka Dysona s.r.o. (2007–2019)
- Vysoká škola sociální (1947–1952)